# McLaren 650S

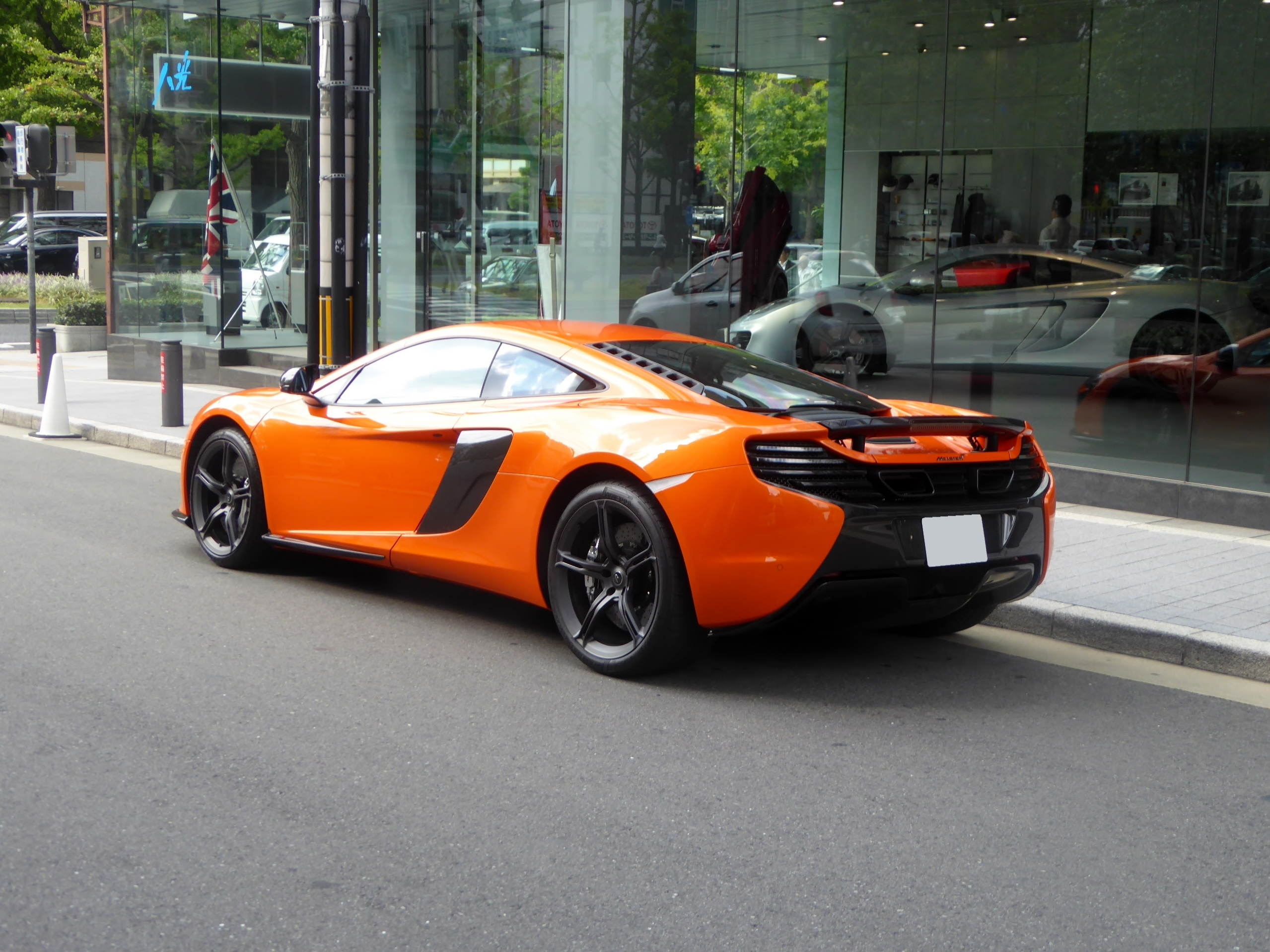
650S Coupé (Heckansicht)

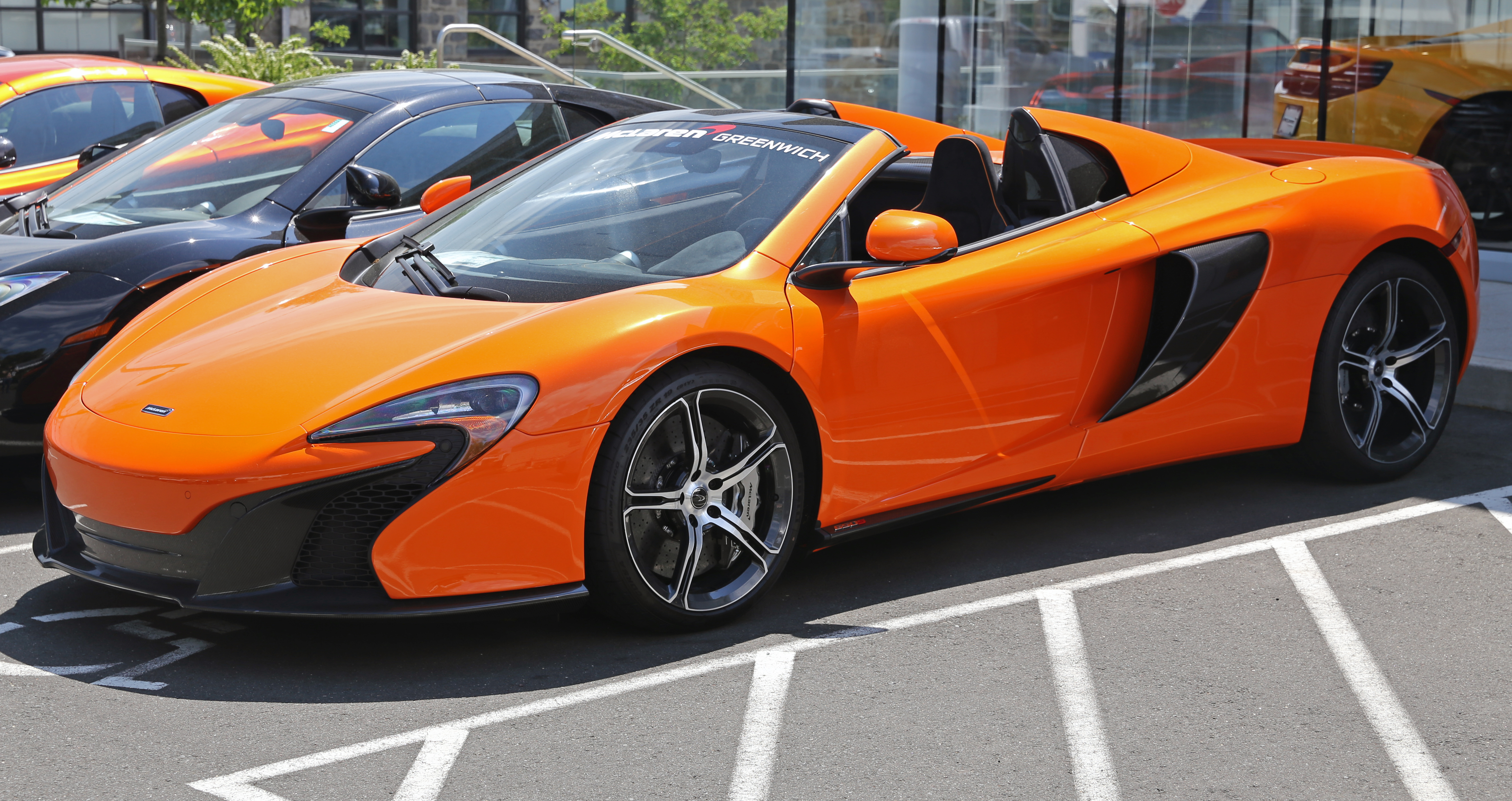
650 Spider (Frontansicht)

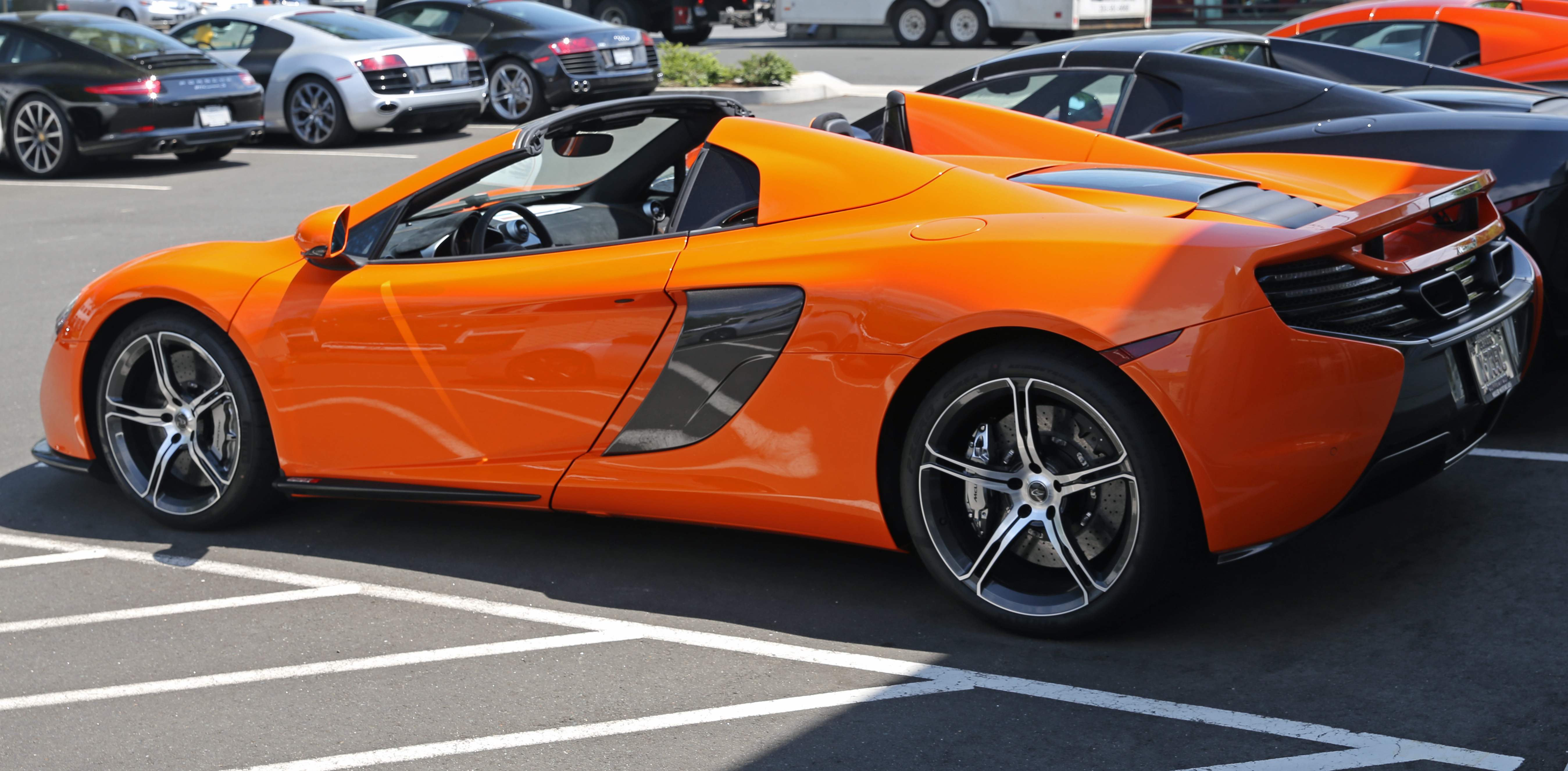
650S Spider (Heckansicht)

Der McLaren 650S ist ein von McLaren Automotive entworfener und gebauter Sportwagen mit einem 3,8-Liter-V8-Mittelmotor. Das Modell wurde im März 2014 auf dem Genfer Auto-Salon zum ersten Mal der Öffentlichkeit präsentiert und basiert technisch auf dem McLaren MP4-12C, den McLaren zwischen 2011 und 2014 baute. Die Produktion des MP4-12C wurde im April 2014 zugunsten des 650S eingestellt. Auf dem Genfer Auto-Salon 2015 stellte McLaren den stärkeren, auf dem 650S basierenden McLaren 675LT vor.
Auf dem Genfer Auto-Salon im März 2017 präsentierte McLaren den Nachfolger 720S.

## Technik
Der 650S wird als zweitüriges Coupé sowie als 650S Spider genanntes Spider-Modell angeboten. Er verwendet das gleiche CFK-Chassis wie der MP4-12C. Vorn und hinten sind Crashboxen aus Aluminium angebracht. Der 650S wird von dem gleichen, M838T genannten 3,8-Liter-V8-Biturbo-Mittelmotor angetrieben; dieser war Ende der 1980er Jahre als VRH35L von Nissan Motorsport entwickelt worden. Zur Leistungssteigerung auf 478 kW (650 PS) wurden Änderungen an Kolben, Zylinderköpfen und Auslassventilen sowie den Ventilsteuerzeiten vorgenommen. Eine optische Besonderheit des Wagens sind die neuartigen Scherentüren, die zu fast neunzig Grad öffnen, allerdings zeitgleich auch nach oben schwenken, wodurch sie etwas weniger Platz einnehmen als herkömmliche Türen.

## Fahrleistungen
Der 650S erreicht eine Höchstgeschwindigkeit von 329 km/h (Spider) bzw. 333 km/h (Coupé). Für die Beschleunigung von 0–100 km/h sind 3,0 Sekunden angegeben, 200 km/h werden aus dem Stand nach 8,4 Sekunden (Coupé) bzw. 8,6 Sekunden (Spider) erreicht. Das maximale Drehmoment beträgt 678 Nm bei 6000/min, die Maximaldrehzahl 8500/min.

## Technische Daten
|                                             | 650S                               | 650S Spider                        |
| Bauzeitraum                                 | 04/2014–03/2017                    | 05/2015–03/2017                    |
| Motorkenndaten                              |                                    |                                    |
| Motortyp                                    | V8-Ottomotor, Typbezeichnung M838T | V8-Ottomotor, Typbezeichnung M838T |
| Motoraufladung                              | Biturbo                            | Biturbo                            |
| Einbaulage                                  | Hinten mittig längs                | Hinten mittig längs                |
| Ventile/Nockenwellen                        | 4 pro Zylinder/4                   | 4 pro Zylinder/4                   |
| Hubraum                                     | 3799 cm³                           | 3799 cm³                           |
| Bohrung × Hub                               | 93,0 × 69,9 mm                     | 93,0 × 69,9 mm                     |
| Verdichtung                                 | 8,7:1                              | 8,7:1                              |
| max. Leistung bei min−1                     | 478 kW (650 PS) / 7250             | 478 kW (650 PS) / 7250             |
| max. Drehmoment bei min−1                   | 678 Nm / 6000                      | 678 Nm / 6000                      |
| Kraftübertragung                            |                                    |                                    |
| Antrieb                                     | Hinterradantrieb                   | Hinterradantrieb                   |
| Getriebe, serienmäßig                       | 7-Gang-Doppelkupplungsgetriebe     | 7-Gang-Doppelkupplungsgetriebe     |
| Messwerte                                   |                                    |                                    |
| Beschleunigung, 0–100 km/h                  | 3,0 s                              | 3,0 s                              |
| Beschleunigung, 0–200 km/h                  | 8,4 s                              | 8,6 s                              |
| Beschleunigung, 0–300 km/h                  | 23,5 s                             | 23,7 s                             |
| Viertelmeile                                | 10,4 s                             | 10,5 s                             |
| Höchstgeschwindigkeit                       | 333 km/h                           | 329 km/h                           |
| Leergewicht                                 | 1428 kg                            | 1468 kg                            |
| Verbrauch und Emissionen                    |                                    |                                    |
| Kraftstoffverbrauch auf 100 km (kombiniert) | 11,7 l Super Plus                  | 11,7 l Super Plus                  |
| CO2-Emissionen (kombiniert)                 | 275 g/km                           | 275 g/km                           |
| Abgasnorm                                   | Euro 6                             | Euro 6                             |

## Zulassungszahlen
In der Schweiz und Liechtenstein wurden insgesamt 17 McLaren 650S Coupé neu zugelassen, zudem 40 McLaren 650S Spider.

## Ableger des 650S

### McLaren 650S GT3
Auf Basis des 650S entwickelte McLaren den 650S GT3, der ausschließlich für die Rennstrecke konzipiert und für die GT3-Rennklasse homologiert wurde.

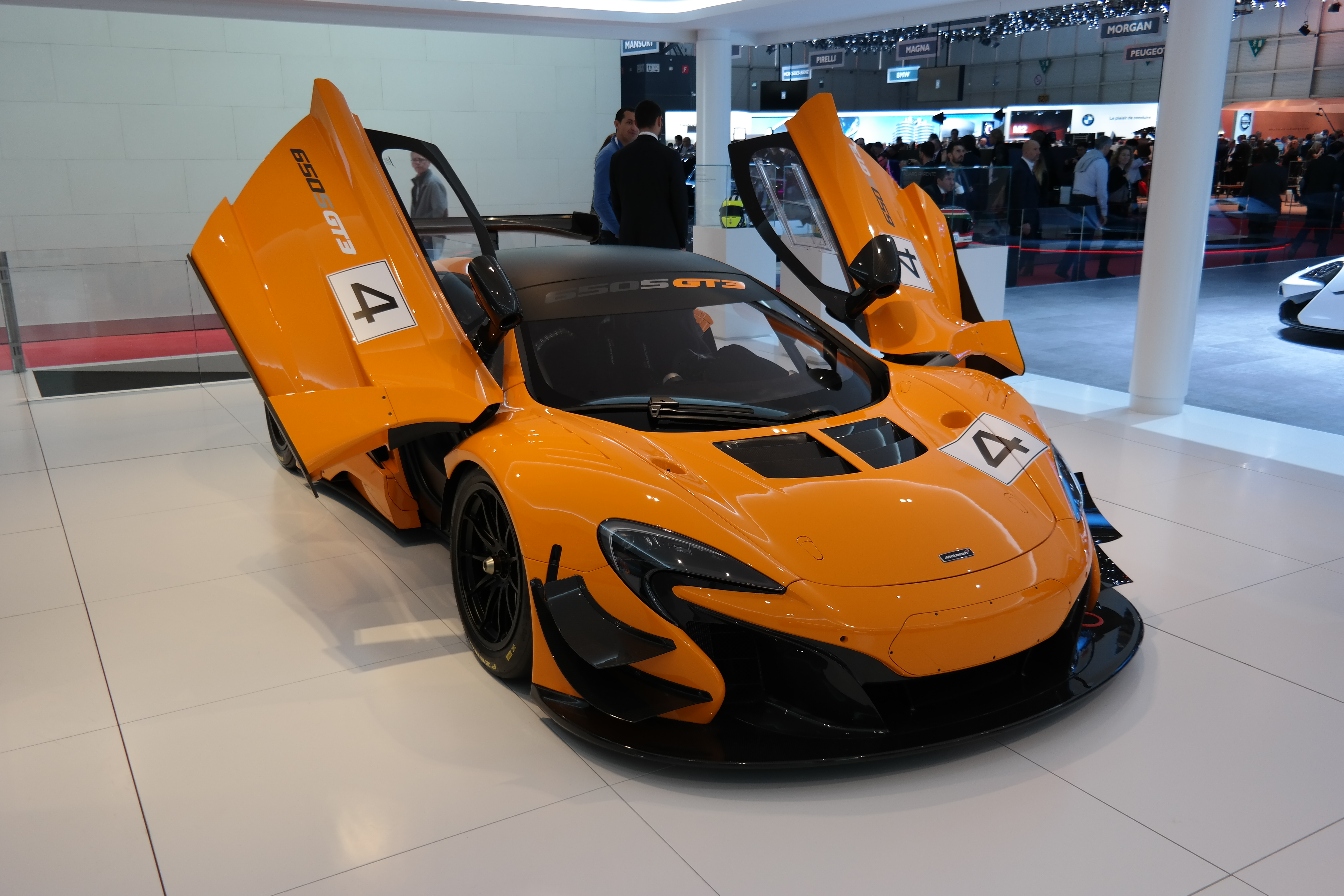
650S GT3 (Frontansicht)
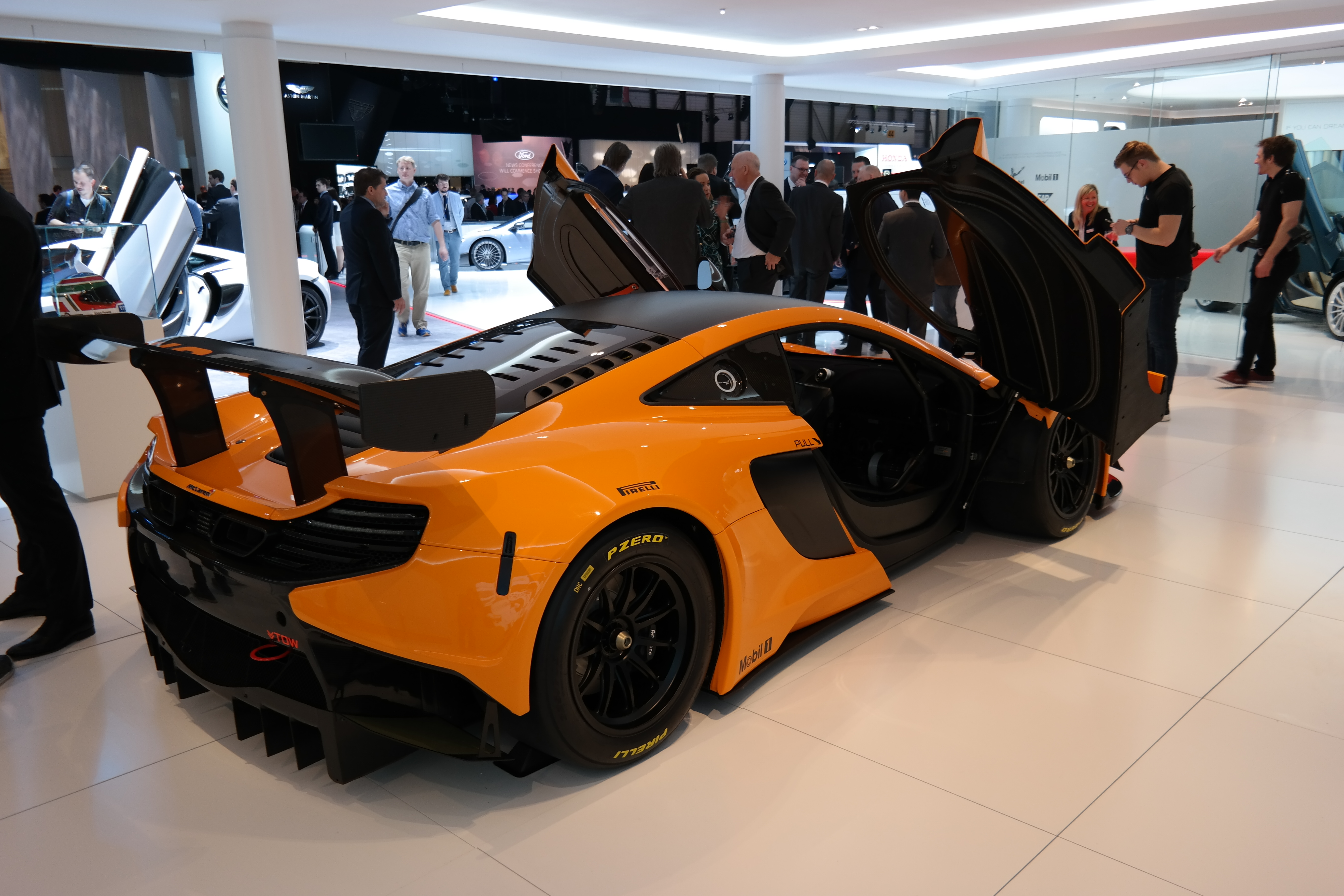
650S GT3 (Heckansicht)
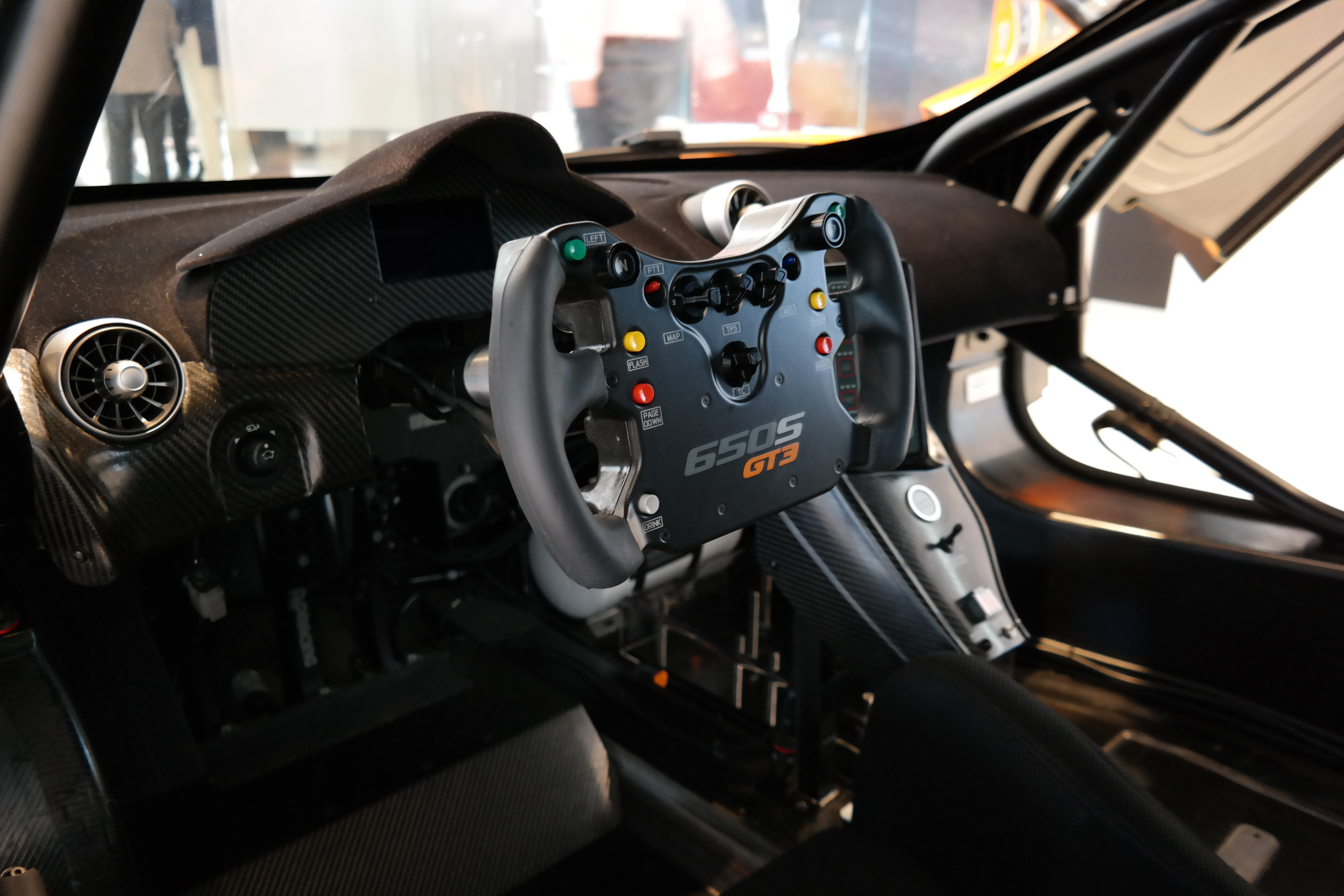
650S GT3 (Innenraum)